# An Evening with Belafonte/Mouskouri
An Evening with Belafonte/Mouskouri è un album dal vivo del cantante statunitense Harry Belafonte e della cantante greca Nana Mouskouri, pubblicato nel 1966.

## Tracce
1. My Moon
2. Dream
3. If You Are Thirsty
4. The Train
5. In the Small Boat
6. The Town Crier
7. Walking on the Moon
8. The Baby Snake
9. The Wide Sea
10. Irene